# Journaling (bestandssysteem)
Journaling is een type bestandssysteem dat alle veranderingen vastlegt voordat ze daadwerkelijk worden weggeschreven in het bestandssysteem door middel van een logboek of zogeheten journaal. Bij een eventuele systeemfout of stroomonderbreking kunnen dergelijke bestandssystemen eerder worden hersteld en met een lagere kans op beschadigde gegevens.
Er wordt onderscheid gemaakt tussen metadata journaling en full journaling. Terwijl metadata journaling alleen de consistentie van het bestandssysteem kan garanderen, kan full journaling ook de bestandsinhoud herstellen.

## Voorbeelden
Enkele voorbeelden van bestandssystemen met een journalingfunctie zijn:
- ReiserFS (Linux)
- ext3/ext4 (Linux)
- NTFS (Windows)
- HFS+ (MacOS)
- APFS (MacOS)
- BeFS (BeOS)
- FFS (BSD)
- Smart File System (AmigaOS)